# Lycée Alexandre-Dumas (Saint-Cloud)
Pour les articles homonymes, voir Lycée Alexandre-Dumas (homonymie), Alexandre Dumas (homonymie) et Dumas.
 (avril 2019).
Si vous disposez d'ouvrages ou d'articles de référence ou si vous connaissez des sites web de qualité traitant du thème abordé ici, merci de compléter l'article en donnant les références utiles à sa vérifiabilité et en les liant à la section « Notes et références ».

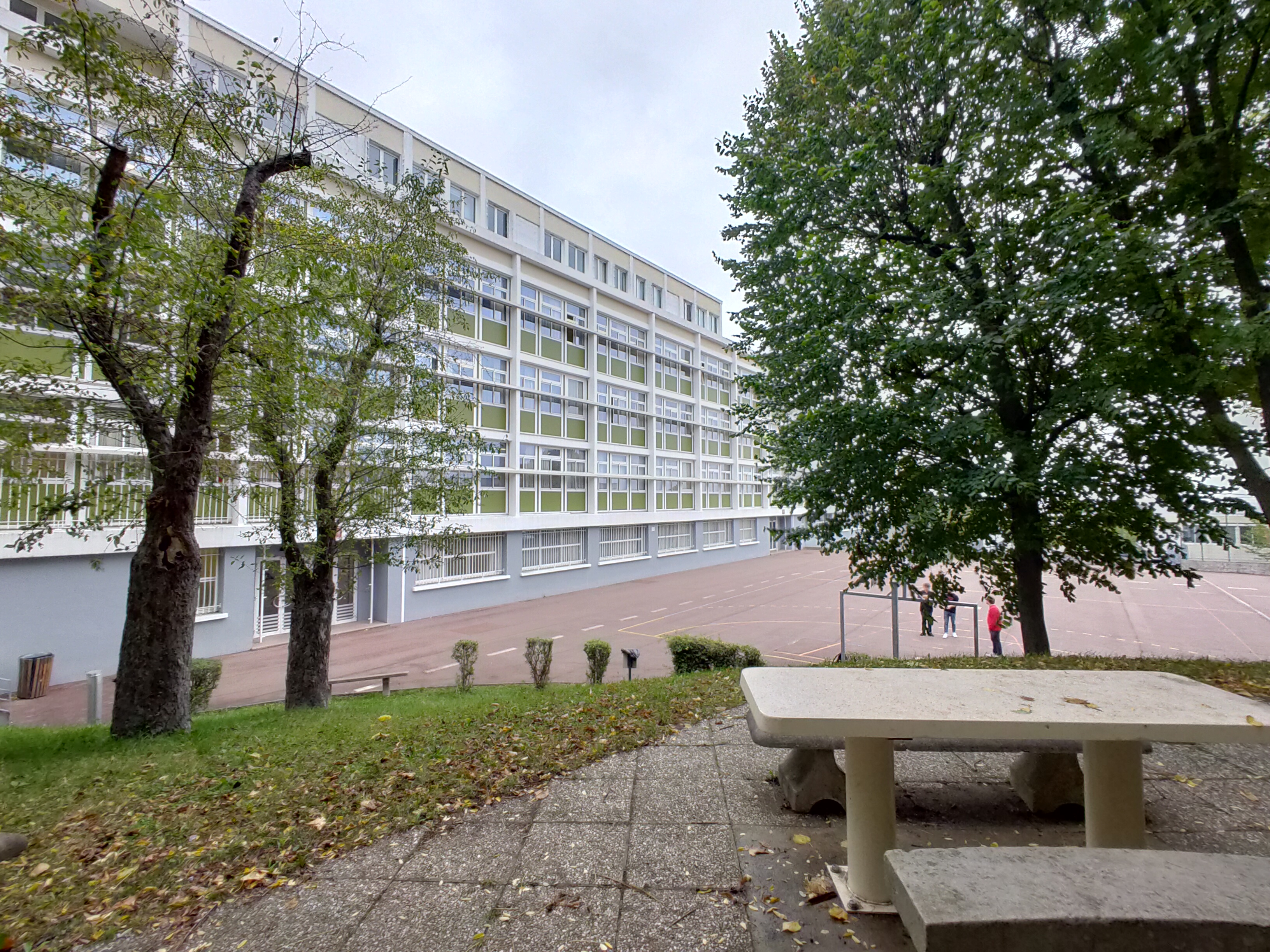
Façade du bâtiment principal vue de la cour du lycée.

Le lycée Alexandre-Dumas (anciennement nommé lycée Florent-Schmitt), est un lycée français situé à Saint-Cloud dans le département des Hauts-de-Seine en région Île-de-France.
C'est un établissement public offrant des options telles qu'italien, chinois, section européenne anglais, espagnol, allemand et portugais, et des classes préparatoires économiques générales offrant toutes les options.
Il obtient des résultats extrêmement satisfaisants au baccalauréat en sections scientifique, littéraire et économique.
Il adopte en 2019 la nouvelle réforme avec neuf spécialités.

## Histoire
En 1890, une ancienne maison bourgeoise est construite par Geneviève David-Menet (dont la famille a fait fortune grâce à une affaire de coton et de commerce qui compte cinq usines au début du XXe siècle) au 108, boulevard de la République à Saint-Cloud. En 1936 la municipalité de Saint-Cloud acquiert la demeure pour y installer un lycée de garçons qui prendra le nom d'Émile-Verhaeren en 1968. Dans les années 1950 un lycée de filles, nommé Florent-Schmitt (actuellement Alexandre Dumas) est construit sur la propriété de Georges Leygues. Ce n'est qu'en 1970, dans le cadre de la séparation du premier et du second cycles du secondaire et de la mixité des établissements, que le lycée de garçon Émile-Verhaeren et le lycée de filles Florent-Schmitt deviennent un collège et un lycée mixtes.
C'est en 2003 que le lycée Florent-Schmitt prend l'appellation de lycée Alexandre-Dumas. Auparavant l'établissement avait fait plusieurs tentatives pour changer de nom. À l'origine de ce souhait, d'après un article du journal Libération daté de février 1996 : un professeur de philosophie du lycée qui a découvert qu'en « 1933, alors que Paris fête les artistes fuyant la dictature nazie », le pamphlétaire Lucien Rebatet prête par ouïe-dire, dans l’Action française du 2 décembre 1933, une dénonciation par le compositeur Florent Schmitt de l'« invasion des juifs d'Allemagne » et le « monopole d'Israël sur notre vie musicale ». L'article de Libération ajoute que le professeur a saisi le conseil d'administration du lycée. En 2003 une autre tentative échoue à la suite d'un vote au conseil régional, les élus UMP, FN et MNR de la commission permanente de l'assemblée votant ensemble une exception d'irrecevabilité.

## Situation et accès
Le lycée Alexandre-Dumas se situe au 112, boulevard de la République à Saint-Cloud (92210) dans le département des Hauts-de-Seine. L'entrée principale se trouve boulevard de la République, la seconde entrée, réservée à l'ensemble des employées de l'établissement, se situant dans la rue de Buzenval, qui longe l'établissement.
Cet établissement scolaire est accessible par trois lignes de bus (le 471, le 360 et le 160), mais également par la gare de Saint-Cloud située non loin du lycée, par la ligne L et U à la station gare de Saint-Cloud.

## Architecture et organisation
L’organisation du lycée réside en trois bâtiments. Le bâtiment principal en forme de « L » accueille la majeure partie des salles de classe, un gymnase, les sanitaires, les locaux de l'administration, les classes de travaux pratiques, un gymnase et de nombreuses salles de composition. Un deuxième bâtiment situé en bas de la cour du lycée accueille les classes préparatoires aux grandes écoles. Enfin, le dernier bâtiment est un agglomérat de quatre préfabriqués accueillant quatre classes destinées aux mathématiques. La cafétéria ainsi qu'un autre gymnase placé en dessous de celle-ci se trouvent collés aux bâtiments administratifs.
Le bâtiment principal est disposé sur six étages, le dernier étant composé de logements de fonction. Ce bâtiment date des années 1960 et se situe à côté de ce qui est aujourd'hui le collège Émile-Verhaeren. Comparable à un grand ensemble, ce bâtiment a deux ailes. Une première est destinée au CDI, à quelques salles de classe et salles informatiques, aux bureaux de l'administration, au bocal ainsi qu'à la file pour accéder au réfectoire et aux sanitaires. La deuxième aile est une barre accueillant les salles de classe. Du côté de la rue de Buzenval, quatre escaliers sont collés au bâtiment pour évoluer d'un étage à l'autre en plus d'un cinquième escalier situé au croisement des deux ailles. À chaque étage se situe un couloir qui court sur toute la longueur du bâtiment. La numérotation des salles se compose de l'étage pour le chiffre de la centaine et d'un numéro allant de 1 à 20 de l'ouest vers l'est (la salle 001 est la classe en bas vers l'ouest tandis que la salle 420 est la salle en haut vers l'est).

## Personnalités liées au lycée
Classement par ordre alphabétique du patronyme :

### Anciens élèves
- Sonia Feertchak (1974-), écrivaine
- Jean Jolivet (1925-2018), philosophe et médiéviste
- Jean Garrigues (1959-), historien
- Yves Calvi (1959-), journaliste et animateur[5]
- Éric Naulleau (1961-), essayiste et chroniqueur[5]
- Marine Le Pen (1968-), femme politique[6]
- Marion Maréchal (1989-), femme politique
- Alexandre Mars (1974), homme d'affaires et philanthrope
- Caroline Mécary, avocate et femme politique
- Julien Rambaldi
- Adrien Taquet (1977), homme politique
- Benoit d’Hooghe (1980), humoriste
- Isabelle Huppert (1953), actrice de cinéma
- Hubert Julien-Laferrière (1967), homme politique
- Éric Coquerel (1958), homme politique

### Anciens professeurs
- Bernard Lecherbonnier, agrégé de lettres, docteur en littérature comparée (Paris IV, 1987) et professeur au lycée Florent-Schmitt à partir de 1970
- Patrick Louvier, docteur en histoire, maître de conférences en histoire contemporaine à l'université Paul-Valéry Montpellier 3 et ancien professeur au lycée Florent-Schmitt en
- Gilbert Walusinski, professeur de mathématiques
- Madeleine Pagès (1892 - 1965), professeur de lettres, fiancée du poète Guillaume Apollinaire

#### Autres
- Jacques Gestalder (1918-2006), sculpteur, auteur de l'œuvre L’Amour connaît située dans le lycée